# Заместитель министра военно-воздушных сил США
Заместитель Министра военно-воздушных сил США (секретарь военно-воздушных сил США, англ. United States Secretary of the Air Force, SECAF) — вторая по старшинству гражданская должность в Министерстве военно-воздушных сил США. В отсутствие Министра выполняет все функции и обязанности Министра военно-воздушных сил США, а также когда должность Министра вакантна. Назначается на должность Президентом по совету и с согласия Сената США.

## Высшее руководство Министерства ВВС
Министра военно-воздушных сил США и Заместитель министра военно-воздушных сил США вместе с двумя высшими офицерами ВВС: начальником штаба ВВС и Вице-начальника штаба ВВС составляют высшее руководство Министерства ВВС.

## Подчинённые заместителя министра
Заместитель министра военно-воздушных сил США руководит работой:
- Помощник заместителя министра военно-воздушных сил по закупкам;
- Помощник заместителя министра военно-воздушных сил по финансам;
- Помощник заместителя министра военно-воздушных сил по размещению, охране окружающей среды и логистике;
- Помощник заместителя министра военно-воздушных сил по вопросам кадрового резерва;
- Главный юрисконсульт военно-воздушных сил.

## Действующий заместитель министра военно-воздушных сил США
Нынешний заместитель министра ВВС — Лиза С. Дизброу. Назначена на должность Президентом США 30 марта 2015 года, назначение подтверждено в феврале 2016 года.

## Заместители министра ВВС США
| № пп                 | Фото | Имя                     | Период                            |
| -------------------- | ---- | ----------------------- | --------------------------------- |
| 1                    |      | Arthur S. Barrows       | 26 сентября 1947 — 21 апреля 1950 |
| 2                    |      | Джон Маккоун            | 15 июня 1950 — 12 октября 1951    |
| 3                    |      | Roswell L. Gilpatric    | 19 октября 1951 — 5 февраля 1953  |
| 4                    |      | James H. Douglas, Jr.   | 3 марта 1953 — 30 апреля 1957     |
| 5                    |      | Malcolm A. MacIntyre    | 5 июня 1957 — 31 июля 1959        |
| 6                    |      | Dudley C. Sharp         | 3 августа 1959 — 10 декабря 1959  |
| 7                    |      | Джозеф Чарик            | 28 января 1960 — 1 марта 1963     |
| 8                    |      | Brockway McMillan       | 12 июня 1963 — 30 сентября 1965   |
| 9                    |      | Norman S. Paul          | октябрь 1965 — сентябрь 1967      |
| 10                   |      | Townsend Hoopes         | сентябрь 1967 — февраль 1969      |
| 11                   |      | John L. McLucas         | февраль 1969 — июль 1973          |
| 12                   |      | James W. Plummer        | 21 декабря 1973 — 28 июня 1976    |
| 13                   |      | Hans M. Mark            | 1977 — 1979                       |
| 14                   |      | Antonia Handler Chayes  | 1979 — 1981                       |
| 15                   |      | Edward C. Aldridge, Jr. | 1981 — 9 июня 1986                |
| 16                   |      | James F. McGovern       | 1986 — 1989                       |
| 17                   |      | Anne N. Foreman         | 1989 — 1993                       |
| 18                   |      | Rudy de Leon            | 1994 — 1997                       |
| 19                   |      | F. Whitten Peters       | 1997 — 1999                       |
| 20                   |      | Carol A. DiBattiste     | 1999 — 2001                       |
| и. о.                |      | Lawrence J. Delaney     | 2001                              |
| 21                   |      | Peter B. Teets          | 2001 — 2005                       |
| 22                   |      | Сега, Роналд Майкл      | 2005 — 2007                       |
| Вакансия 2007 — 2010 |      |                         |                                   |
| 23                   |      | Erin C. Conaton         | 2010 — 2012                       |
| 24                   |      | Jamie M. Morin          | 2012 — 2013                       |
| 25                   |      | Эрик Фэннинг            | 18 апреля 2013 — 17 февраля 2015  |
| и. о.                |      | Лиза Дизброу            | 30 марта 2015 — н. в.             |